# 龙头镇 (长宁县)
龙头镇，是中华人民共和国四川省宜宾市长宁县下辖的一个乡镇级行政单位。

## 行政区划
龙头镇下辖以下地区：
聚龙社区、兴宁社区、龙头村、龙华村、江河村、连丰村、昆仑村、从兴村、富裕村、石马村、两江村、北村、石笋村、方村、小坪村和竹洞社区村。